# Eriococcus zygophylli
Eriococcus zygophylli är en insektsart som beskrevs av Archangelskaya 1931. Eriococcus zygophylli ingår i släktet Eriococcus och familjen filtsköldlöss. Inga underarter finns listade i Catalogue of Life.